# Mapsidius quadridentata
Mapsidius quadridentata là một loài bướm đêm thuộc họ Scythrididae. Nó là loài đặc hữu của Lanai và Maui.
Ấu trùng ăn Charpentiera species.